# Zeitungsgruppe Ostfriesland
Die ZGO Zeitungsgruppe Ostfriesland GmbH ist ein Verlag für Tages- und Wochenzeitungen in Ostfriesland mit Hauptsitz in Leer. 

## Geschichte
Die ZGO Zeitungsgruppe Ostfriesland GmbH wurde am 1. Januar 2002 gegründet. Sie ging aus der Übernahme des General-Anzeigers in Rhauderfehn durch die Ostfriesen-Zeitung in Leer hervor. 
Bis 2007 gehörte die ZGO Zeitungsgruppe Ostfriesland GmbH zum Teil der Nordwest-Zeitung (NWZ) bzw. der Nordwest-Medien GmbH & Co. KG (NW-Medien) in Oldenburg und zu weiteren Teilen der Verlegerfamilie der NWZ. Dies führte zu einem Verfahren des Bundeskartellamtes, das Anteile als Gesamtpaket wertete und im Zusammenhang mit Beteiligungen der NW-Medien an weiteren Zeitungen in Ostfriesland eine zu hohe Marktkonzentration monierte. Am 2. Oktober 2007 verkaufte NW-Medien für eine Entflechtung ihre Beteiligungen an der ZGO Zeitungsgruppe Ostfriesland GmbH sowie an der Arbeitsgemeinschaft Ostfriesischer Zeitungsverlage. Die Anteile erwarben die Mitgesellschafter der ZGO Zeitungsgruppe Ostfriesland GmbH, die Siebe Ostendorp GmbH aus Rhauderfehn, sowie Robert Dunkmann und die A.H.F. Dunkmann GmbH aus Aurich.
Im Oktober 2008 kaufte die ZGO Zeitungsgruppe Ostfriesland GmbH die Norderneyer Badezeitung. Der Titel wurde im Juli 2011 wieder verkauft.
Die Videoredaktion Ostfriesen.tv wurde 2008 als Tochtergesellschaft der ZGO Zeitungsgruppe Ostfriesland GmbH gegründet. Sie produziert Videos zu regionalen Themen für die Onlineauftritte der Zeitungstitel. 2021 wurde o.tv wieder in die ZGO Zeitungsgruppe Ostfriesland integriert.
Seit 2009 zählen die Ostfriesischen Nachrichten aus Aurich als 100-prozentige Tochtergesellschaft zur ZGO Zeitungsgruppe Ostfriesland GmbH, ebenso wie die Otto G. Soltau GmbH.
Im Jahr 2011 eröffnete die ZGO Zeitungsgruppe Ostfriesland GmbH eine Kindertagesstätte im Verlagshaus in Logabirum, die Kindern von Verlagsmitarbeitern und Externen offensteht.
Seit 2013 gehört der SonntagsReport zum Unternehmen. 2019 übernimmt die ZGO Zeitungsgruppe Ostfriesland GmbH die Borkumer Zeitung. 
Mit der Umwandlung der Geschäftsstellen in Media Stores beginnt die ZGO Zeitungsgruppe Ostfriesland GmbH 2013. In den Media Stores sollen die Kunden an die digitalen Angebote der Gruppe herangeführt werden. Die ZGO Zeitungsgruppe Ostfriesland GmbH ist Franchisenehmer der Verlagsgesellschaft Madsack GmbH & Co. KG, die das Media-Store-Konzept entwickelt hat. Der erste Media Store der ZGO Zeitungsgruppe Ostfriesland GmbH wird im Verlagshaus der „Ostfriesischen Nachrichten“ in der Kirchstraße in Aurich eröffnet. In den nächsten Jahren folgen ein zweiter Media Store in Leer, weitere in Emden und Rhauderfehn sowie ein Servicepunkt in Wiesmoor.

## Gesellschafter
Gesellschafter der ZGO Zeitungsgruppe Ostfriesland GmbH sind die Siebe Ostendorp GmbH aus Rhauderfehn, die Dunkmann Beteiligungs GmbH aus Aurich, die Gerhard Beteiligungsgesellschaft mbH & Co. KG aus Emden, Robert Dunkmann aus Aurich sowie Dietmar Müller-Dunkmann aus Aurich.

## Erscheinende Titel
Im Verlag der ZGO Zeitungsgruppe Ostfriesland GmbH erscheinen folgende Tageszeitungen: 
- Ostfriesen-Zeitung: Verbreitungsgebiet in ganz Ostfriesland
- General-Anzeiger: Verbreitungsgebiet im Overledingerland und angrenzendem Oldenburger und Emsland
- Borkumer Zeitung: Verbreitungsgebiet Nordseeinsel Borkum

- Ostfriesische Nachrichten (über die 100-prozentige Tochtergesellschaft Ostfriesische Nachrichten GmbH): Verbreitungsgebiet Altkreis Aurich

Die Tageszeitungen sind gedruckt und als E-Paper erhältlich. Zudem führt die ZGO Zeitungsgruppe Ostfriesland GmbH für die Tageszeitungen Websites und Apps mit vorwiegend kostenpflichtigen Inhalten.  
Verlegt werden und wurden zudem die anzeigenfinanzierten Wochenzeitungen:
- Von Haus zu Haus (früher Von Haus zu Haus/Wochenmarkt/Der Wecker am Mittwoch): kostenlos verteiltes Anzeigenblatt im Landkreis Leer (bis 2016)
- Der Wecker: kostenlos verteiltes Anzeigenblatt im Landkreis Leer (bis 2021)
- SonntagsReport: kostenlos verteiltes Anzeigenblatt im Landkreis Leer und nördlichen Landkreis Cloppenburg

## Digitale Angebote
Auf den Onlineauftritten ihrer verschiedenen Zeitungstitel bietet die ZGO Zeitungsgruppe Ostfriesland GmbH Lesern stetig aktualisierte Informationen zum Tagesgeschehen an sowie Bildergalerien und Videos zu vielen Themen aus der Region Ostfriesland. Auf den Websites und Apps gibt es rund um die Uhr die vorwiegend kostenpflichtigen Inhalte im Online-Abo. Darauf können die Leser auch per App zugreifen. 
Mit den digitalen Abonnements der Zeitungstitel können die Leser auf ein multimediales E-Paper zugreifen, das neben dem gewohnten Zeitungsdesign exklusive Bildergalerien und Videos zu verschiedenen Artikeln bereithält. Gelesen werden kann das E-Paper auf Computern, Tablets sowie Smartphones. Seit Herbst 2020 sind viele Artikel der morgigen Ausgabe schon am Vorabend verfügbar. Die ganze Ausgabe kann ab Mitternacht abgerufen werden.
Die ZGO Zeitungsgruppe Ostfriesland GmbH ist auf Facebook vertreten. Die einzelnen Titel sind mit weiteren Accounts bei Twitter, Facebook, Instagram und TikTok vertreten.  

## Weitere Geschäftsfelder
Die ZGO Zeitungsgruppe Ostfriesland GmbH besitzt verschiedene Beteiligungen und Tochterunternehmen, vorwiegend in Ostfriesland.
Beteiligungen
Die ZGO Zeitungsgruppe Ostfriesland GmbH ist an folgenden Unternehmen beteiligt:
- dpa Deutsche Presse-Agentur, Hamburg
- erpel-Fahrradkurier Beteiligungsgesellschaft mbH, Leer
- erpel-Fahrradkurier GmbH & Co. KG, Leer
- Funk & Fernsehen Nordwestdeutschland GmbH & Co. KG, Hannover
- Lighthouse Travel GmbH, Papenburg
- Lokalzeitungen Service GmbH, Berlin
- Radio Nordseewelle GmbH & Co. KG, Norden

Verbundene Unternehmen
Folgende Unternehmen sind Tochtergesellschaften der ZGO Zeitungsgruppe Ostfriesland GmbH:
- Ein Herz für Ostfriesland gGmbH, Leer
- MAO Media Agentur Ostfriesland GmbH, Holtland
- Ostfriesische Nachrichten GmbH, Aurich
- Otto G. Soltau GmbH, Norden
- Sektorsieben GmbH, Leer
- SonntagsReport Beteiligungsgesellschaft mbH, Leer
- SonntagsReport GmbH & Co. Kommanditgesellschaft, Leer
- ZVO Zeitungsvertrieb Ostfriesland GmbH, Leer